# ヌグウェニャ
ヌグウェニャ（Ngwenya）は、エスワティニの都市。人口は1000人規模(2005年)である。

## 地理
スワジランド北西部に位置し、ホホ地方に属する。南アフリカとの国境の町である。南アフリカ・ムプマランガ州のOshoekの町と接している。首都ムババーネからは23㎞北西に位置し、国道が通じている。

## 概要
ヌグウェニャにはかつて鉄鉱石の鉱山があり、最盛期には年間100万から300万tの鉄鉱石を産出してスワジランド経済の柱となっていたが、1970年代末に枯渇して閉山した。現在では、スワジ・ガラスの工房によって知られている。